# ريبيرجوس
ريبيرجوس (بالفرنسية: Rebergues)‏ هي بلدية تقع في إقليم باد كاليه من منطقة نور با دو كاليه في شمال فرنسا. تبلغ مساحة هذه المدينة 4.74 (كم²)، وترتفع عن سطح البحر 90 م، يبلغ عدد سكانها 179 نسمة حسب إحصاء المعهد الوطني للإحصاء والدراسات الاقتصادية سنة 2009 م. وترأس Joël Evrard البلدية خلال فترة (2008-2014).